# Zhonghua Feng
Zhonghua Feng (chinesisch 中華峰 ‚China-Gipfel‘) ist ein Berg im ostantarktischen Prinzessin-Elisabeth-Land. In den Grove Mountains ragt zwischen den Davey-Nunatakkern im Süden und Mount Harding im Norden auf. Von seiner Gesamthöhe sind etwa 200 m über den umgebenden Eismassen sichtbar.
Chinesische Wissenschaftler benannten ihn im Jahr 2000.